# Johann Christian Gerhard Claussen
Johann Christian Gerhard Claussen (* 24. Dezember 1750 in Kiel; † 26. August 1801 in Kopenhagen) war ein deutscher Schulmann.

## Leben und Wirken
Johann Christian Gerhard Claussen war ein Sohn des Schmiedemeisters Berend Claussen (* 29. Dezember 1716 in Tollschlag; † 9. September 1761 ebenda) und dessen Ehefrau Maria Margaretha, geborene Stölting (* 1718 in Mönkeberg; † 7. Mai 1766 in Kiel). Wie er Kindheit und Jugend verbrachte, ist völlig unbekannt. Von 1774 bis 1781 arbeitete er als Lehrer an mehreren deutschen Schulen und war angeblich auch in Frankreich tätig. Anschließend besuchte er das neue Seminar für Schullehrer. 1783 beendete er die Ausbildung als einer der ersten Absolventen mit einer sehr guten Noten. Vermutlich empfahl ihn sein Lehrer Johann Andreas Cramer dem Grafen Johann Ludwig von Reventlow. Claussen besuchte diesen einige Zeit auf Schloss Brahetrolleborg, wo der Graf versuchte, das Landschulwesen zu reformieren. Außerdem lernte er hier die dänische Sprache.
Es ist zu vermuten, dass Claussen bereits zu dieser Zeit mit der Aufgabe betraut werden sollte, die Landschulen in der Lehnsgrafschaft Lindenborg von Ernst Heinrich von Schimmelmann zu verbessern. Diese Tätigkeit bestimmte die nächsten Jahre seines Wirkens. 1785 wurde er zum Schulinspektor ernannt und begann die Arbeit im Frühjahr 1786. Er sollte den Lehrern in Lindenborg neue Unterrichtsinhalte nahebringen und insbesondere die Lehrmethoden für den Unterricht an Landschulen, die er bei Johann Andreas Cramer und Heinrich Müller selbst erlernt hatte. Darüber hinaus gehörte er einer von Schimmelmann initiierten Schulkommission an, die die Oberaufsicht innehatte. In der Kommission saßen auch Pastoren, die fürchteten, dass Claussen als Seminarist ihre althergebrachten Rechte schmälern würde. Daher wurde er angefeindet. Um ihn zu demütigen, kursierten schnell Gerüchte, dass neue, rationalistische religiöse Unterrichtsinhalte geschaffen werden sollten. Claussen erhielt als Vertrauter Schimmelsmanns die Rückendeckung dessen Verwalters Niss Andersen Andkier und setzte sich somit durch.
1787 besuchte Claussen die reformierte Schule von Reckahn unter Leitung von Friedrich Eberhard von Rochow 1789 schuf er eine neue Schule Hellebæk, das sich ebenfalls in Schimmelmanns Besitz befand. Schimmelmann leitete eine Kommission, die das Schulwesen Dänemarks verbessern sollte. Die Kommission schlug vor, ein erstes dänisches Seminar für Schullehrer in Blågård nahe Kopenhagen zu schaffen.
Im Sommer 1790 begann Claussen mit den praktischen Vorarbeiten für die von der dänischen Kommission initiierten Bildungseinrichtung. Von der Eröffnung im März 1791 bis Lebensende unterrichtete er hier als Erster Lehrer. Form und Inhalt des Unterrichts orientierten sich sehr an den Methoden des Lehrerseminars aus Kiel, woran Claussen sicherlich entscheidenden Anteil hatte. Er unterrichtete insbesondere das Fach Religion und leitete katechetische Übungen. Die Schulkommission hatte ursprünglich geplant, eine Stelle für einen akademischen Oberlehrer zu schaffen, setzte dies jedoch nicht um. Damit leitete Claussen de facto das Seminar 1796 übernahm er auch die wirtschaftliche Leitung. In seinem Amt zeigte er sich pflichtbewusst und zuverlässig und arbeitete harmonisch mit H. W. Riber (1760–1796) zusammen. Beschwerden über rationalistische theologische Lerninhalte und überhebliche Seminaristen, die an den Seminaren von Kiel und Blågård aufkamen, konnte Claussen abwehren. Dabei kam ihm zugute, dass ihm Bischof Nicolai Edinger Balle vertraute.

## Familie
Am 26. März 1790 heiratete Claussen in Lindenborg Elisabeth Marie Byrum (getauft am 14. November 1757 in Aalborg; † 9. Dezember 1839). Ihr Vater war der Kaufmann Christen Byrum (* um 1725; † 1760). Das Ehepaar hatte zwei Töchter und zwei Söhne.